# الطب النفسي التطوري
الطب النفسي التطوري، المعروف أيضًا باسم الطب النفسي الدارويني، هو نهج نظري للطب النفسي يهدف إلى شرح الاضطرابات النفسية من منظور تطوري. هو فرع من فروع مجال الطب التطوري، وهو يختلف عن الممارسة الطبية للطب النفسي في تركيزه على تقديم تفسيرات علمية بدلًا من علاجات الاضطراب النفسي. يتعلق هذا غالبًا بمسائل السببية. على سبيل المثال، قد يكتشف علم الوراثة النفسي الجينات المرتبطة بالاضطرابات العقلية، لكن الطب النفسي التطوري يتساءل عن سبب استمرار هذه الجينات في السكان. الأسئلة الأساسية الأخرى في الطب النفسي التطوري هي لماذا تكون الاضطرابات النفسية الوراثية شائعة جدًا وكيفية التمييز بين الوظيفة العقلية والخلل الوظيفي، وما إذا كانت أشكال معينة من المعاناة قد نقلت ميزة تكيفية. تعد الاضطرابات الشائعة هي الاكتئاب والقلق والفصام والتوحد و اضطرابات الأكل وغيرها. المفاهيم التفسيرية الرئيسية هي عدم التطابق التطوري (عندما تسبب البيئات الحديثة حالات صحية عقلية) وحقيقة أن التطور يسترشد بالنجاح الإنجابي بدلًا من الصحة أو الرفاهية. بدلًا من تقديم تفسير بديل لسبب الاضطراب العقلي، يسعى الطب النفسي التطوري إلى دمج النتائج من المدارس التقليدية لعلم النفس والطب النفسي مثل علم النفس الاجتماعي و السلوكية والطب النفسي البيولوجي والتحليل النفسي في تفسير شامل يتعلق بالبيولوجيا التطورية. وبهذا المعنى، فإنها تهدف إلى تلبية معايير النقلة النوعية ل توماس كون.
على الرغم من تأثره بشدة ب علم النفس التطوري، كما لاحظ عابد وسانت جون سميث في عام 2016، على عكس علم النفس التطوري، وهو فرع فرعي نابض بالحياة ومزدهر لعلم النفس الأكاديمي مع برنامج بحثي قوي وممول جيدًا، يبقى الطب النفسي التطوري موضع اهتمام عدد صغير من الأطباء النفسيين المنتشرين في جميع أنحاء العالم. اكتسب اعترافًا مؤسساتيًا متزايدًا في السنوات الأخيرة، بما في ذلك تشكيل مجموعة ذات اهتمام خاص بالطب النفسي التطوري داخل  الكلية الملكية للأطباء النفسيين وقسم الطب النفسي التطوري داخل الجمعية العالمية للطب النفسي، واكتسب قوة دفع بنشر النصوص يستهدف الجمهور المشهور مثل الأسباب الجيدة للمشاعر السيئة: البصيرة من حدود الطب النفسي التطوري، بقلم راندولف نيسي.

## تاريخيًا
يمكن تتبع السعي وراء الطب النفسي التطوري في شكله الحديث إلى أواخر القرن العشرين. كان النص التاريخي لجورج وليامز وراندولف نيس: لماذا نمرض: العلم الجديد للطب الدارويني (والذي يمكن اعتباره أيضًا إيذانًا ببداية الطب التطوري)، وهو نشر الطب النفسي التطوري: بداية جديدة، بقلم جون برايس وأنتوني ستيفنز وآخرين. ومع ذلك، فإن الأسئلة التي يهتم بها الطب النفسي التطوري لها تاريخ أطول، على سبيل المثال جرى التعرف عليها من قبل جوليان هكسلي وإرنست ماير في ورقة مبكرة نظرت في التفسيرات التطورية المحتملة لما أصبح يُعرف باسم مفارقة الفصام.
المفاهيم التي يطبقها الطب النفسي التطوري الحديث لشرح الاضطراب العقلي هي أيضًا أقدم بكثير من المجال، في كثير من الحالات. إن المعاناة النفسية باعتبارها جزءًا لا مفر منه، بل ومفيد أحيانًا، من الوجود البشري قد اعترف بها منذ أمد بعيد، وفكرة الجنون الإلهي تسود المجتمعات والأديان القديمة. بدأ الطبيب النفسي الرائد سيزار لومبروسو في استخدام النظرية التطورية لشرح الاضطراب العقلي منذ عام 1864، مقترحًا أن الجنون هو ثمن العبقرية، إذ أن أدمغة البشر لم تتطور مع القدرة على أن تصبح فائقة الذكاء والإبداع ومع ذلك تبقى عاقلة. طبق داروين نظرية التطور لشرح الصفات والعواطف النفسية، وأدرك فائدة دراسة الاضطرابات النفسية في السعي لفهم الوظيفة النفسية الطبيعية. تأثر فرويد بشدة بالنظرية الداروينية، وفي نهاية حياته أوصى المحللين النفسيين بضرورة دراسة نظرية التطور. تطورت نظرية التعلق لبولبي في إشارة صريحة إلى نظرية التطور.
في عام 2016، أنشئت مجموعة الاهتمام الخاص بالطب النفسي التطوري (EPSIG) في الكلية الملكية للأطباء النفسيين، المملكة المتحدة من قبل رياض عابد وبول سانت جون سميث. وهي الآن أكبر مؤسسة عالمية لربط الأطباء النفسيين والباحثين المهتمين بالطب النفسي التطوري بأكثر من 1700 عضو. وقد عقدت العديد من الندوات والاجتماعات المخصصة للطب النفسي التطوري، واستضافت محاضرات من قبل أكاديميين بارزين مثل سيمون بارون كوهين وروبن دنبار. جميع الاجتماعات متاحة على قناة يوتيوب EPSIGUK. تنشر EPSIG أيضًا رسائل إخبارية منتظمة، وتنظيم المؤتمرات وإجراء المقابلات واستضافة المقالات الخاصة المتعلقة بالطب النفسي التطوري (الذي لا توجد له مجلة أكاديمية مخصصة بعد). مثلما ذكر رياض عابد (الرئيس السابق) في نشرة إخبارية: أهدافنا كبيرة وجذرية على حد سواء، فهي من أجل قبول التطور كإطار شامل للطب النفسي ولكي يحتل التطور مركز الصدارة في فهمنا للصحة العقلية والاضطراب العقلي.

## الوظيفة النفسية والخلل الوظيفي
غالبًا ما تعرف الاضطرابات العقلية من خلال الخلل الوظيفي في كتيبات الطب النفسي مثل الدليل التشخيصي والإحصائي للاضطرابات النفسية، دون تعريف دقيق لما يشكل خللًا وظيفيًا، ما يسمح لأي حالة عقلية تعتبر غير مقبولة اجتماعيًا (مثل الشذوذ الجنسي) أن تعد مختلة، وبالتالي اضطراب عقلي.
وضعت النظرية التطورية بشكل فريد لتكون قادرة على التمييز بين الوظيفة البيولوجية والخلل من خلال العمليات التطورية. على عكس كائنات وعمليات الفيزياء والكيمياء، والتي لا يمكن القول بشكل صارم أنها تعمل أو تعاني من خلل وظيفي، الأنظمة البيولوجية هي نتاج التطور عن طريق الانتقاء الطبيعي، وبالتالي فإن وظيفتها واختلالها الوظيفي يمكن أن تكون مرتبطة بذلك. يرتبط مفهوم الوظيفة التطورية بالنجاح الإنجابي الناتج عن الأنماط الظاهرية التي تسببت في انتشار الجينات. تطورت العيون لترى - وظيفة العين هي الرؤية - لذا فإن العيون المختلة هي تلك التي لا تستطيع الرؤية. يعرف هذا الإحساس بالوظيفة من خلال التاريخ التطوري للبصر الذي يوفر النجاح الإنجابي، وليس الآراء الثقافية الحالية حول الحياة الطبيعية والشذوذ التي تعتمد عليها المفاهيم الشائعة للصحة والاضطراب. يستخدم تعريف الخلل الوظيفي الضار للاضطراب الذي وضعه جيروم فيكفيلد التأثيرات المختارة تطوريًا لتأسيس مفهوم الخلل الوظيفي في عملية التطور الموضوعية. يقترح فيكفيلد أن الاضطراب العقلي يجب أن يكون ضارًا، بالمعنى المحدد للقيمة، وخللًا وظيفيًا، بالمعنى التطوري.
يعتبر هذا الأساس للخلل الوظيفي في عملية تاريخية موضوعية مهمًا في سياق تاريخ الطب النفسي في تصنيف الحالات والسمات العقلية غير المرغوب فيها اجتماعيًا على أنها اضطرابات، مثل العادة السرية للإناث والمثلية الجنسية. تحدد أدلة التشخيص الحالية بالإجماع. على سبيل المثال، في عام 1973، دعت الجمعية البرلمانية الآسيوية إلى إجراء تصويت لإعادة النظر في وضع المثلية الجنسية باعتباره اضطرابًا عقليًا. بأغلبية 58%، شطبت. أنشئت فئة اضطراب الشخصية الحدية على أساس ورقة واحدة وإجماع بين حوالي اثني عشر طبيبًا نفسيًا. في عام 2014 صوت الأطباء النفسيون على سمات اضطراب جديد، اضطراب الألعاب عبر الإنترنت. الاعتماد على الأصوات وإجماع الخبراء بدلًا من الأدلة الموضوعية أو المؤشرات الحيوية هو انتقاد طويل الأمد للطب النفسي يمكن للطب النفسي التطوري تجنبه من خلال تبني التعريف التطوري للخلل الوظيفي.